# Vicente Greco
Vicente Greco (Buenos Aires, 3 de fevereiro de 1886 – Buenos Aires, 5 de outubro de 1924) foi um compositor, bandoneonista e maestro argentino.
Um dos grandes compositores da Guardia Vieja do tango, foi quem lapidou a expressão orquesta típica para nominar os conjuntos que tocavam a nascente música popular portenha. Já na infância, quando trabalhava como jornaleiro, começou a tocar os mais diversos instrumentos musicais: flauta,bandoneón, violão, etc.  Passou a funcionar em bailes, e daí já estava nos cafés. Fez então o seu primeiro tango, El morochito. Em 1910, foi contratado para fazer gravações na Columbia Records. Aumentou o seu sucesso e fundou a orquesta típica criolla, que na sua primeira formação apresentaria o que seria posteriormente um dos mitos do tango: Francisco Canaro, que seria um dos maiores difusores da obra de Greco, que morreria muito jovem, com apenas 36 anos.

## Principais composições
- Rodríguez Peña
- Racing Club
- Barba de Choclo
- La Muela Careada
- Ki-ki
- Saladillo
- La Milonguera
- El Chicotazo
- El Paica
- La Percanta está triste